# Christian Rapp (Autor)
Christian Rapp (* 1964 in Wien) ist ein österreichischer Autor, Kulturwissenschaftler und Ausstellungskurator.

## Leben
Christian Rapp studierte Theater- und Medienwissenschaft sowie Kunstgeschichte an der Universität Wien. Von 1988 bis 1990 war er Kulturredakteur der „AZ“ und des Kurier. Seit 1990 ist Christian Rapp als Ausstellungskurator tätig mit den Schwerpunkten Stadtgeschichte, Zeitgeschichte, Verkehrs- und Tourismusgeschichte. Er kuratierte Ausstellungen für das Technische Museum Wien, das Wien Museum, das Jüdische Museum Wien, die Niederösterreichische Landesausstellung und andere. 1995 wurde er mit der Arbeit Höhenrausch. Der deutsche Bergfilm zum Dr. phil. promoviert. Seit 2002 ist er Lehrbeauftragter am Institut für Europäische Ethnologie der Universität Wien. Von 2004 bis 2008 hatte er einen Lehrauftrag im postgradualen Lehrgang „ECM-Exhibition and Cultural Communication Management“ der Universität für angewandte Kunst Wien.
2003 gründete er mit Nadia Rapp-Wimberger „rapp&wimberger, Kultur- und Medienprojekte“.
Am 1. Jänner 2018 folgte er Stefan Karner als wissenschaftlicher Leiter im Haus der Geschichte Niederösterreich nach.

## Schriften
- Höhenrausch. Der deutsche Bergfilm. Sonderzahl, Wien um 1997, ISBN 3-85449-108-5.
- mit Ulrike Felber, Elke Krasny: Smart Exports. Österreich auf den Weltausstellungen 1851–2000. Brandstätter, Wien 2000, ISBN 3-85498-068-X.
- mit Wolfgang Kos (Hrsg.): Alt-Wien: die Stadt, die niemals war. Czernin, Wien 2004, ISBN 3-7076-0193-5.
- mit Nadia Rapp-Wimberger: Arbeite, Sammle, Vermehre. Von der ersten Oesterreichischen Spar-Casse zur Erste Bank. Brandstätter, Wien 2005, ISBN 3-85498-404-9.
- (Hrsg.): Spurwechsel. Wien lernt Auto fahren. Brandstätter, Wien 2006, ISBN 3-902510-84-6 (Ausstellungskatalog: Technisches Museum, Wien, 12. Oktober 2006 – 28. Februar 2007)
- mit Elke Doppler, Sándor Békési (Hrsg.): Am Puls der Stadt. 2000 Jahre Karlsplatz. Czernin, Wien 2008, ISBN 978-3-7076-0279-1.
- mit Matthias Beitl, Nadia Rapp-Wimberger (Hrsg.): Wer hat, der hat. Eine illustrierte Geschichte des Sparens. Metro, Wien 2009, ISBN 978-3-902517-96-8.
- mit Markus Kristan: Ankerbrot. Die Geschichte einer großen Bäckerei. Brandstätter, Wien 2011, ISBN 978-3-85033-555-3.
- mit Nadia Rapp-Wimberger: Bad Ischl – Mit und ohne Kaiser. Brandstätter, Wien 2016, ISBN 978-3-85033-991-9.
- mit Hannes Leidinger: Hitler. Prägende Jahre. Kindheit und Jugend 1889–1914. Residenz, Salzburg 2020, ISBN 978-3-7017-3500-6.

## Ausstellungen
- mit Elke Krasny, Nadia Rapp-Wimberger: Von Samoa zum Isonzo. Die Fotografin und Reisejournalistin Alice Schalek. Jüdisches Museum Wien, 1999.
- mit Gertraud Liesenfeld, Klara Löffler, Michael Weese: Nichtstun. Vom Flanieren, Pausieren, Blaumachen und Müssiggehen. Österreichisches Museum für Volkskunde Wien, 2000.
- mit Wolfgang Kos: Alt Wien. Die Stadt, die niemals war. Wien Museum 2004.
- Spurwechsel – Wien lernt Autofahren. Technisches Museum Wien 2005.
- mit Nadia Rapp-Wimberger: Österreichische Riviera – Wien entdeckt das Meer. Wien Museum 2013.
- mit Peter Fritz u. a.: Jubel und Elend – Leben mit dem Großen Krieg 1914–1918. Schallaburg 2014.
- Verkehrsmuseum Remise 2014